# Gare de San Mamés
Une proposition de fusion est en cours entre San Mamés (métro de Bilbao) et Gare de San Mamés.
La gare de San Mamés est une gare ferroviaire souterraine des trains de banlieue Cercanías de la Renfe. Elle est située dans le quartier de Garellano (es), dans le secteur de Basurto-Zorroza (es) de la ville de Bilbao, dans la province de Biscaye, communauté autonome du Pays Basque, en Espagne.
Pôle multimodal, la gare est en correspondance avec la station de San Mamés, desservie par les lignes 1 et 2 du métro de Bilbao, avec laquelle elle partage un accès extérieur et dispose d'une liaison souterraine piétonnière. Elle est également à proximité de la station de la ligne A du tramway de Bilbao et le terminal des bus de la ville : Bilbao Intermodal.
Elle dessert notamment le stade San Mamés de l'Athletic Club.

## Histoire
La gare de San Mamés de Cercanías Renfe est mise en service en 2000 grâce à l'association Bilbao Ría 2000, avec les gares de la Autonomie, Ametzola et Zabalburu, toutes situées dans différentes zones de Bilbao, donnant lieu à la Variante "Sud Ferroviaria".
Il faut attendre 2004 pour à proprement parler d'échangeur (pôle multimodal). Cette année-là, l'accès au site de la gare souterraine est réaménagé pour faciliter les échanges avec Métro, Tramway et Autobus. Avec notamment la création d'un tunnel piétonnier en relation avec la station du métro, avec également un hall et un accès commun. Par ailleurs la station du tramway est déplacée pour être à proximité immédiate de l'entrée.
En 2017, débute le chantier de construction d'une gare routière souterraine ce qui impose la fermeture de l'accès ouvert en 2004. Il est rouvert en 2019 lors de la mise en service de la nouvelle principale gare routière de Bilbao renommée Bilbao Intermodal.

## Service des voyageurs

### Accueil
- 23 C/ Luis Briñas, (sortie Luis Briñas - Métro - EuskoTran - Termibus)
- Torres Quevedo (sortie Torres Quevedo)
- Ascenseur à l'intérieur de la station de Renfe, communique avec le vestibule.

### Desserte
La gare de San Mamés correspond aux lignes C-1 (Bilbao-Abando/Santurtzi) et C-2 (Muskiz/Bilbao-Abando)

### Intermodalité
La station de Métro de San Mamés se trouve sous l'avenue de Sabino Arana Goiri, disposant d'une connexion directe avec la Cercanías Bilbao sans sortir de la gare. Dans sa sortie par la rue Luis Briñas il relie l'EuskoTran et le terminal d'autobus Termibus.
La desserte de cet échangeur est assurée par la ligne A d'EuskoTran, à la station San Mamés.
Un reclassement a été toutefois effectuée lors de la création de l'échangeur car auparavant, la station était plus éloignée par rapport à celle des autres modes ferroviaires. La station a été raccordée aux deux autres réseaux par l'accès de la Calle Luís Briñas.
Termibus est LE pôle d'autobus de Bilbao. C'est dans cette gare routière que les autocars en provenance de l'Espagne et du reste de l'Europe à destination de Bilbao effectuent leur terminus. On retrouve également des lignes du réseau Bizkaibus, dont la A3247 qui rejoint l'aéroport de Bilbao en 15 minutes, avec des départs échelonnés toutes les 20 minutes. On peut rajouter une desserte par bus assurée pour rejoindre le stade de football de l'Athletic Bilbao.